# Eupithecia inanis
Eupithecia inanis är en fjärilsart som beskrevs av Karl Dietze 1913. Eupithecia inanis ingår i släktet Eupithecia och familjen mätare. Inga underarter finns listade i Catalogue of Life.